# 經濟繁榮夥伴對話
經濟繁榮夥伴對話（英語：Economic Prosperity Partnership Dialogue，縮寫：EPPD），是美國前總統唐納·川普卸任前展開的台美經濟對話，意在加強台灣和美國之間的經濟合作和交流，並推動雙方經濟關係的進一步發展。
首屆經濟繁榮夥伴對話由中華民國行政院政務委員鄧振中及美國國務院經濟發展與能源環境次卿柯拉克率領下，於2020年11月20日透過實體及視訊方式在台北及華盛頓舉行。
2021年11月23日，中華民國外交部表示，第二屆對話議題主要聚焦在四大議題，包括供應鏈韌性、經濟脅迫、數位經濟與5G網路安全、以及科學與技術等四大議題深入交換意見。
2022年12月15日，中華民國外交部表示，第三屆對話議題主要聚焦在三大議題，包括經濟脅迫、供應鏈韌性及安全能源轉型等議題深度討論，並就開拓未來合作領域及加強資訊共享等面向交換意見。